# Treny Ludingirry
Treny Ludingirry – dwa żałobne teksty sumeryjskie na cześć zmarłych ojca i żony Ludingirry. Utwory, zapisane na jednej tabliczce glinianej, powstały w Nippur w okresie III dynastii z Ur (XXII–XXI wiek p.n.e.). Treny przyczyniły się do weryfikacji systemu wierzeń Sumerów na temat życia pozagrobowego.

## Stan badań
O autorze wiadomo jedynie to, że prawdopodobnie żył w czasach panowania III dynastii z Ur w mieście Nippur. Jego ojciec nazywał się Nanna, małżonka – Nawirtum. Brak informacji na temat jego pochodzenia i statusu społecznego. 
Teksty trenów zostały spisany na glinianej tabliczce pismem klinowym w języku sumeryjskim. Pierwszy tren, liczący 112 linijek, został poświęcony ojcu Ludingirry – Nannie. Drugi składa się z 60 linijek i został napisany na cześć Nawirtum, żony autora. Oba teksty zawierają wstęp, treść właściwą i zakończenie. Wstęp trenu na cześć ojca Ludingirry liczy 20 wierszy, zaś na cześć żony autora – ponad 40. Zakończenia obu pieśni – zgodnie z tradycją sumeryjską – to modlitwy.

## Treść
Pieśń na cześć Nanny
Wprowadzenie opisuje historię powstania trenu. Ludingirra udaje się w podróż. Pod jego nieobecność jego ojciec na skutek napadu lub bójki zostaje ciężko ranny. Syn więc musi wracać do Nippur. Po przybyciu do domu tworzy pieśń żałobną. Treść właściwa informuje, że rodzina i domownicy Nanny – żona, synowie, córki, synowe i niewolnicy – rozpaczają po jego śmierci. W żałobę pogrążają się kapłanka-lukur boga Ninurty i kapłanka-entum boga Nusku, a także dostojni mieszkańcy miasta Nippur. W dalszej części autor przeklina mordercę ojca i jego potomków. Tren kończy się modlitwą do bóstw opiekuńczych zmarłego Nanny i miasta Nippur o ich przychylność dla zmarłego i pomyślność dla opłakujących go żywych.
Pieśń na cześć Nawirtum
Wstęp oznajmia o śmierci małżonki Ludingirry, wymienia cechy Nawirtum. W części głównej opisana jest rozpacz Ludingirry, jej rodziny i znajomych. Wspomina o zaletach zmarłej jako dobrej i szlachetnej kobiety i żony. Podobnie jak w pieśni na cześć Nanny, utwór kończy modlitwa o powodzenie dla Nawirtum w krainie cieni i pocieszenie dla opłakujących.

## Interpretacja
Sumerowie mieli obyczaj opłakiwania swoich zmarłych, przy czym w żałobie oprócz najbliższej rodziny brali udział domownicy i mieszkańcy miasta. Z pieśni żałobnej po utracie Nanny wynika, że podczas opłakiwania istniał zwyczaj złorzeczenia sprawcy śmierci. Oba teksty zawierają kunsztowne zwroty, wykorzystują szeroki wachlarz form poetyckich. Bogactwo metafor stwarza trudności z właściwą interpretacją treści. Płacz po utracie Nawirtum, dzięki wykorzystaniu szerokiego wachlarza form poetyckich i bogatej stylistyce, uważany jest za najpiękniejszy utwór w literaturze sumeryjskiej.
Treny przyczyniły się do rewizji wiadomości na temat wierzeń Sumerów. Przed odczytaniem treści sądzono, że bóg słońca Utu według wierzeń sumeryjskich odpoczywa w nocy w swoim pałacu, jednak z pieśni żałobnej po śmierci Nanny wynika, że w nocy jest sędzią zmarłych w krainie cieni. W tymże celu bóg księżyca Nanna, gdy jest nieobecny na firmamencie (w 28 lub 29 dniu miesiąca księżycowego), zstępuje do zaświatów. Następnym elementem, który przysporzył trudności w budowie spójnej koncepcji na temat wierzeń sumeryjskich, jest ustęp poświęcony światu zmarłych. W mitach Sumerów kraina cieni jest miejscem, gdzie dusze zmarłych nie potrzebują jedzenia i picia. W innym trenie, na śmierć Ur-Nammu, znajduje się wzmianka o przygotowaniu pożywienia z wołów i owiec, co może sugerować, że bóstwa podziemne będą je spożywać. Natomiast w późniejszych trenach Ludingirry obraz piekła jest złagodzony, bowiem w tekście wspomniane są uczty zmarłych bohaterów. O zmianach w wierzeniach sumeryjskich świadczyć mogą modlitwy końcowe za losy zmarłych po śmierci i pomyślność dla żyjących.
Treść pieśni żałobnej po śmierci ojca Ludingirry nasuwa przypuszczenie, że Nanna mógł być myśliwym, ponieważ w tekście wspomniana została kapłanka Ninurty, sumeryjskiego boga wojny i łowów. Rozpacz dostojników podkreśla jego status społeczny i poważanie, jakim cieszył się w Nippur. Imię zmarłego w transkrypcji zapisywane jest jako Nanna lub Nânna, w języku sumeryjskim brzmiało inaczej niż imię boga księżyca.